# Ecnomus pansus
Ecnomus pansus är en nattsländeart som beskrevs av Arturs Neboiss 1982. Ecnomus pansus ingår i släktet Ecnomus och familjen trattnattsländor. Inga underarter finns listade i Catalogue of Life.